# Dust (banda)
Dust foi uma banda americana de hard rock formada no final dos anos 60. É também conhecida como uma banda de pré-punk.

## Histórico
A banda foi formada em1968, com o guitarrista e vocalista Richie Wise, o baixista Kenny Aaronson e o baterista Marc Bell. O produtor e manager do trio, Kenny Kerner, também escreveu as letras do grupo. O disco de estréia foi lançado no Kama Sutra Records em 1971, seguido por um lançamento do segundo ano, Hard Attack, emitido no mesmo rótulo no ano seguinte. Embora Wise tenha começado a escrever material para um terceiro álbum, a banda se dissolveu por falta de promoção e o interesse de Wise em produzir.
Após o fim da banda, o baterista Marc Bell sob o pseudônimo de Marky Ramone, foi tocar nos Ramones. Kenny Aaronson fez parte de algumas bandas, entre elas, Stories e Blue Öyster Cult. Richie Wise e Kenny Kerner produziram o Kiss. Kenny Kerner participou do Dust escrevendo as letras do grupo e como seu produtor.

## Discografia
- Dust (1971)
- Hard Attack (1972)